# Ниша Равал
Ниша Равал (англ. Nisha Rawal; род. 18 ноября 1984) — индийская телевизионная актриса и модель. Наиболее известна по роли Сумья Диван в телесериале Main Lakshmi Tere Aangan Ki на канале Life OK.

## Карьера
Равал начала свою карьеру со съёмок в рекламе Sunsilk, Coca-Cola и Fem Bleech. К тому же она снималась в музыкальных клипах. Она дебютировала в Болливуде с Раффо Чаккаром и Хэсти Хэсти. Дебютировала на телевидении с Aane Wala Pal на Doordarshan. Также она работала в театре, где сыграла в двух разных пьесах — Poore Chand Ki Raat и Ichha. Также она участвовала в танцевальном реалити-шоу Nach Baliye 5 с Караном Мехрой. Она выпустила кавер на песню «Ae Dil Hain Mushkil» как сюрприз для мужа по случаю их 5-й годовщины свадьбы.

## Личная жизнь
24 ноября 2012 года Ниша Равал вышла замуж за телевизионного актёра Карана Мехру. В 2017 году у пары родился сын.

## Телевидение
| Год           | Заголовок                       | Роль                        |
| ------------- | ------------------------------- | --------------------------- |
| 2001 г.       | Аане Вала Пал                   |                             |
| 2002 г.       | Кесар                           | Бинита                      |
| 2011-2012 гг. | Главный Лакшми Тере Аанган Ки   | Сумья Диван                 |
| 2012-2013 гг. | Nach Baliye 5                   | Саму с мужем Караном Мехрой |
| 2013          | Нак Балие Шриман против Шримати | Саму себя                   |
| 2020-2021 гг. | Шаади Мубарак                   | Чанда Ратор                 |

## Фильмография
| Год     | Заголовок                        | Роль   |
| ------- | -------------------------------- | ------ |
| 2008 г. | Рафу Чаккар                      | Милли  |
| 2008 г. | Хэсти Хэсти                      | Майя   |
| 2010 г. | Джек и Джхол                     | Симран |
| 2011 г. | Том Дик Гарри снова играет в рок |        |